# Флаг РСФСР
Флаг РСФСР — один из государственных символов РСФСР.

## 1917—1918 годы
После Октябрьской революции 1917 года появилась необходимость принятия флага советской Российской Республики (образована решением II съезда Советов, позднее было принято наименование — Российская Социалистическая Федеративная Советская Республика, РСФСР). Согласно статье 1313 продолжавшего действовать Морского устава Российской империи 1914 года кормовым флагом коммерческих судов и национальным флагом России было бело-сине-красное полотнище, корабли Военно-Морского флота несли военный Андреевский флаг, гюйс и должностные флаги. Самого понятия государственного флага в России не существовало.
8 апреля 1918 года на заседании президиума Всероссийского Центрального Исполнительного Комитета Советов рабочих, крестьянских, солдатских и казачьих депутатов председателем президиума ВЦИК Я. М. Свердловым было предложено объявить красное полотнище флагом Российской Республики.

Флаг РСФСР 1918 года (один из вариантов — с надписью в три строки)

Декретом Всероссийского Центрального Исполнительного Комитета от 14 апреля 1918 года «О флаге Российской Республики» было установлено:

Флагом Российской Республики устанавливается Красное Знамя с надписью «Россійская Соціалистическая Федеративная Совѣтская Республика».

20 апреля 1918 года этот флаг утверждён приказом № 320 по флоту и Морскому ведомству:

…утверждённый ВЦИК РСФСР рисунок Национального и Военного красного флага с надписью «Россійская Соціалистическая Федеративная Совѣтская Республика», по образцу коего и подлежит изготовлять все флаги… размер изготавливаемых флагов должен соответствовать размеру однородных с ним флагов, ныне существующих… на флагах малого размера вышеуказанную надпись допускается делать не всю полностью, а лишь начальными буквами, например: Р.С.Ф.С.Р.

Сведений об изготовлении и использовании данного флага не имеется — использовалось просто красное полотнище. В связи с этим в июне 1918 года последовала нота германского посла Мирбаха, которой он оповестил, что «российским военным и морским флагом будет признан только красный флаг с надписью „Россійская Соціалистическая Федеративная Совѣтская Республика“». Поэтому Народному Комиссариату иностранных дел (НКИД) поручили разработать проекты новых флагов, что и было сделано художниками С. В. Чехониным, Н. П. Колчановским и В. Н. Серебряным.
17 июня 1918 года Президиум ВЦИК утвердил образец изображения флага РСФСР, разработанный по поручению НКИД художником-графиком Сергеем Васильевичем Чехониным. Флаг представлял собой красное прямоугольное полотнище, в верхнем углу которого, у древка, была помещена надпись «РСФСР» золотыми буквами, стилизованными под славянские; эта надпись от остальной части полотнища с двух сторон была отделена золотыми полосками, образующими прямоугольник. Печатный образец изображения флага сопровождало описание:

Флаг Российской Республики — красного цвета. В верхнем левом углу нашиваются или наносятся краской буквы Р.С.Ф.С.Р. согласно рисунку. Буквы золотые, но для обычного употребления (украшения домов и пр.) можно употреблять жёлтые, по оттенку напоминающие золото. Длина флага вдвое больше ширины, длина прямоугольника для букв в два с половиной раза меньше длины флага, ширина прямоугольника вдвое меньше ширины флага.

Описание и изображение флага были объявлены 16 июня 1918 года приказом по флоту и Морскому ведомству № 434.
Этот флаг оставался без изменений до 1937 года.

## Конституция РСФСР 1918 года

### 1918—1920

Рисунок из Конституции РСФСР флага РСФСР 1918 года с крестообразной надписью

Государственный и военный флаг РСФСР. Образец 1918 года (1918—1937)

В проекте Конституции (Основного Закона) РСФСР, разработанном конституционной комиссией ВЦИК, не содержалось описания флага.
В статье 85 проекта Конституции (Основного Закона) РСФСР, разработанного Народным комиссариатом юстиции РСФСР и опубликованного 4 июля 1918 года было записано:

Торговый морской и военный флаг Р.С.Ф.С. Республики состоит из полотнища красного (алого) цвета, в левом углу которого у древка на верху, помещены жёлтые буквы Р.С.Ф.С.Р.

Созданная V Всероссийским съездом Советов конституционная комиссия, взяв за основу проект Конституции, разработанный комиссией ВЦИК, дополнила его новой главой, где было дано описание флага. 10 июля 1918 года V Всероссийский съезд Советов утвердил первую Конституцию (Основной Закон) РСФСР, которая была опубликована 19 июля того же года. В статье 90 Конституции содержалось описание (ещё в старой орфографии):

Торговый, морской и военный флагъ Р.С.Ф.С.Р. состоитъ из полотнища красного (алого) цвета, в левомъ углу которого, у древка, наверху, помещены золотые буквы: Р.С.Ф.С.Р. или надпись: Россійская Соціалистическая Федеративная Республика.

В августе 1918 года президиум ВЦИК выпустил Конституцию (Основной закон) РСФСР уже в новой орфографии отдельной брошюрой, на цветной вклейке между 4 и 5 страницами которой были помещены цветные изображения герба и флага РСФСР. При этом, несмотря на ранее утверждённый рисунок флага, изображение флага представляло собой красный прямоугольник с отношением ширины к длине 5:8, в верхнем левом (углу) которого были изображены расположенные крестообразно буквы Р, С, Ф, С и Р.
Объяснения появления этого рисунка не найдено до настоящего времени и отсутствуют сведения о том, что по данному рисунку когда-либо был изготовлен хоть один флаг.

### 1920—1925

Флаг торгового флота РСФСР (1920—1923/1924)

Военно-морской флаг РСФСР (1920—1924)

29 сентября 1920 года Президиум ВЦИК принял постановление (опубликовано 13 октября 1920 года), текст которого дополнил Конституцию РСФСР в качестве статьи 90а:

90а. В изменение 90-й статьи Конституции РСФСР об установлении единообразного торгового, морского и военного флага, Всероссийский Центральный Исполнительный Комитет постановляет:
1. Оставить существующий образец в качестве военного флага (красный флаг с золотыми буквами Р.С.Ф.С.Р. в левом верхнем крыже).
2. Для торгового флота установить красный флаг с белыми буквами Р.С.Ф.С.Р. большого размера в середине флага.
3. Для морского флота установить красный флаг с якорем, красной звездой посередине его и белыми буквами Р.С.Ф.С.Р. в верхней части якоря.

Было заново изготовлено цветное изображение военного флага РСФСР, были выдержаны соотношения сторон полотнища — 1:2. К печатному образцу изображения флага было дано его описание:

Флаг Российской Республики — красного цвета. В верхнем левом углу буквы Р.С.Ф.С.Р. согласно рисунку. Буквы золотые, равно как и 2 стороны (нижняя и правая) прямоугольника, в коем они помещены. Длина флага вдвое больше ширины, длина прямоугольника для букв в два с половиной раза меньше длины флага, ширина прямоугольника вдвое меньше ширины флага.

## Постановление о порядке употребления государственного флага РСФСР 1925 года
23 марта 1925 года президиум ВЦИК и СНК РСФСР приняли постановление «О порядке употребления государственного флага РСФСР учреждениями, организациями и частными лицами», которым было впервые установлено название «государственный флаг РСФСР» и определён порядок его использования.
Устанавливалось, что постоянно государственный флаг РСФСР должен был быть поднят на зданиях ВЦИК и СНК РСФСР, а также на зданиях всех исполнительных комитетов местных советов.
Кроме этого, государственный флаг РСФСР предписывалось поднимать на зданиях, где проходят всероссийский и местные съезды советов, а также сессия ВЦИК — в течение съезда или сессии.
На зданиях прочих государственных и местных органов (народных комиссариатов, отделов местных исполнительных комитетов), а также на зданиях государственных предприятий РСФСР и их объединений государственный флаг РСФСР предписывалось поднимать только в дни общепролетарских, общесоюзных, республиканских и местных празднеств и торжеств.
На зданиях всех остальных государственных, профессиональных, кооперативных и других общественных организаций, учреждений и предприятий в дни общепролетарских и общесоюзных праздников и торжеств было предписано поднимать красный (или алый) флаг без надписей и обозначений.
При этом для частных лиц, частных учреждений, предприятий и организаций не устанавливалась обязанность по вывешиванию в дни общепролетарских и общесоюзных праздников и торжеств.

## Конституция РСФСР 1925 года
Использование понятия «государственный флаг» было закреплено принятой 11 мая 1925 года на XII Всероссийском съезде Советов новой Конституцией (Основным Законом) РСФСР, в которой было приведено нижеследующее описание флага:

§ 88. Государственный флаг Российской Социалистической Федеративной Советской Республики состоит из полотнища красного (алого) цвета, в левом углу коего, у древка наверху, помещены золотые буквы «Р.С.Ф.С.Р.».

При этом изображение флага, установленное в 1918 году, осталось без изменений.

## Конституция РСФСР 1937 года

### 1937—1954

Флаг РСФСР (1937—1954)

21 января 1937 года, Чрезвычайным XVII съездом Советов, утверждена новая Конституция (Основной Закон) РСФСР, которая гласила:

Статья 149. Государственный флаг Российской Советской Федеративной Социалистической Республики состоит из красного полотнища, в левом углу которого, у древка наверху, помещены золотые буквы «РСФСР».

Постановлением Президиума ВЦИК от 1 апреля 1937 года был утверждён новый образец изображения Государственного флага РСФСР, разработанный по поручению Президиума ВЦИК художником А. Н. Милькиным. В отличие от флага РСФСР прежнего образца, новый флаг не имел обведённого золотыми линиями крыжа, а аббревиатура названия республики была нанесена обычным шрифтом, без разделительных точек.

### 1954—1978

Флаг РСФСР (1954—1991)

В феврале 1947 года Президиум Верховного Совета Союза ССР принял постановление, которым союзным ССР было рекомендовано разработать и принять новые государственные флаги. Чтобы они выражали идею союзного государства, предлагалось использовать символы Государственного флага СССР, то есть золотые серп и молот и красную, окаймлённую золотом пятиконечную звезду, а также сохранить преобладание красного цвета на флагах союзных республик. Национальные, исторические и культурные особенности каждой республики поручалось выразить остальными цветами и порядком их расположения, а также помещением национального орнамента. По проекту художника Валентина Викторова Указом Президиума Верховного Совета РСФСР от 9 января 1954 года был утверждён новый Государственный флаг республики. Законом РСФСР от 2 июня 1954 года этот Указ был утверждён и описание флага внесено в 149 статью Конституции (Основного Закона) РСФСР:

Государственный флаг Российской Советской Федеративной Социалистической Республики состоит из красного полотнища со светлосиней[sic] полосой у древка во всю ширину флага. Светлосиняя полоса составляет одну восьмую длины флага. В левом верхнем углу красного полотнища изображены золотые серп и молот и над ними красная пятиконечная звезда, обрамлённая золотой каймой. Отношение ширины флага к длине 1:2.

23 декабря 1955 года Президиум Верховного Совета РСФСР утвердил Положение о Государственном флаге РСФСР:

…2. Государственный флаг Российской Советской Федеративной Социалистической Республики представляет собой красное прямоугольное полотнище со светло-синей полосой у древка во всю ширину флага, которая составляет 1/8 длины флага. В левом верхнем углу красного полотнища изображены золотые серп и молот и над ними красная пятиконечная звезда, обрамлённая золотой каймой. Отношение ширины флага к длине — 1:2.
Серп и молот вписываются в квадрат, сторона которого равна 1/4 ширине флага. Острый конец серпа приходится посередине верхней стороны квадрата, рукоятка серпа и молота упираются в нижние углы квадрата. Длина молота с рукояткой составляет 3/4 диагонали квадрата.
Пятиконечная звезда вписывается в окружность диаметром в 1/8 ширины флага, касающуюся верхней стороны квадрата.
Расстояние вертикальной оси звезды, серпа и молота от древка равняется 2/5 ширины флага. Расстояние от верхней кромки флага до центра звезды — 1/8 ширины флага.

Дизайн флага РСФСР 1954—1991 годов лежит в основе флагов ряда субъектов Российской Федерации: Владимирской, Волгоградской областей, Алтайского края, Кемеровской области и ряда муниципальных образований, например, — города Орла.

## Конституция РСФСР 1978 года

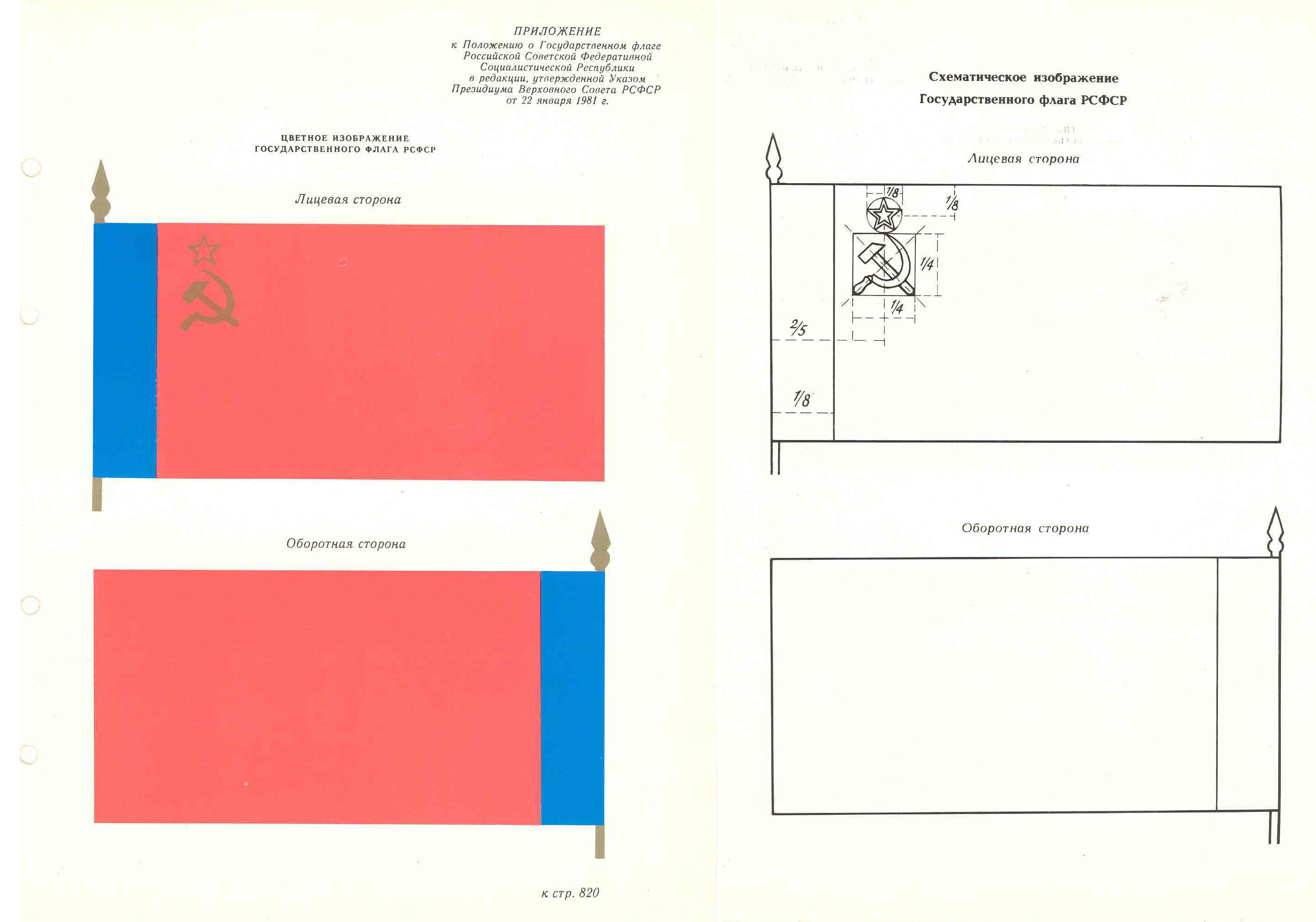
Приложение к положению о флаге РСФСР 1981 года

12 апреля 1978 года сессия Верховного Совета РСФСР утвердила новую Конституцию (Основной Закон) РСФСР с описанием Государственного флага РСФСР:

…Статья 181. Государственный флаг Российской Советской Федеративной Социалистической Республики представляет собой красное прямоугольное полотнище со светло-синей полосой у древка во всю ширину флага, которая составляет одну восьмую длины флага. В левом верхнем углу красного полотнища изображены золотые серп и молот и над ними красная пятиконечная звезда, обрамлённая золотой каймой. Отношение ширины флага к его длине — 1:2.

Согласно Положению о Государственном флаге РСФСР, он являлся «символом государственного суверенитета РСФСР, добровольного объединения РСФСР с другими равноправными республиками в Союз Советских Социалистических Республик, нерушимого союза рабочих, крестьян и интеллигенции, дружбы и братства трудящихся всех наций и народностей республики, строящих коммунистическое общество».
22 января 1981 года Указом Президиума Верховного Совета РСФСР была утверждена новая редакция Положения о Государственном флаге РСФСР, в рисунках флага в котором на обратной стороне полотнища звезда, серп и молот не изображались (в тексте самого Положения упоминаний об этом не было).

## 1991—1993

Национальный флаг РСФСР с 22 августа 1991 года и «до установления специальным законом новой государственной символики Российской Федерации».
Государственный флаг РСФСР с 1 ноября 1991 года, после переименования РСФСР в Российскую Федерацию, оставался её Государственным флагом до 11 декабря 1993 года

22 августа 1991 года Верховный Совет РСФСР постановил:

До установления специальным законом новой государственной символики Российской Федерации считать исторический флаг России — полотнище из равновеликих горизонтальных белой, лазоревой, алой полос — официальным Национальным флагом Российской Федерации.

1 ноября 1991 года бело-лазорево-алый флаг был установлен Государственным флагом РСФСР путём внесения изменения в описание государственного флага в Конституции (Основном Законе) РСФСР. Государственным флагом РСФСР устанавливалось прямоугольное полотнище с равновеликими горизонтальными полосами: верхняя полоса белого цвета, средняя — лазоревого цвета и нижняя — алого цвета. Отношение ширины флага к его длине — 1:2. Но поправки в «Положение о Государственном флаге РСФСР» 1955 года внесены не были, так как готовилось принятие полностью нового Положения о Государственном флаге РФ.
25 декабря 1991 года по решению Верховного Совета РСФСР название государства Российская Советская Федеративная Социалистическая Республика было изменено на название Российская Федерация. 21 апреля 1992 года Съезд народных депутатов России внёс соответствующие изменения в Конституцию РСФСР: во всех её статьях, где упоминалось название республики, в том числе и в 181-й статье, описывающей Государственный флаг, оно было заменено на название «Российская Федерация» (в соответствующем падеже).
Накануне принятия новой Конституции Российской Федерации 12 декабря 1993 года, установившей современное государственное устройство Российской Федерации, 11 декабря 1993 года Президент Российской Федерации Б. Н. Ельцин подписал Указ № 2126 «О Государственном флаге Российской Федерации», которым было утверждено Положение о Государственном флаге Российской Федерации и признано утратившим силу Положение о Государственном флаге РСФСР, утверждённое Указом Президиума Верховного Совета РСФСР от 23 декабря 1955 года.

## Проекты флагов РСФСР

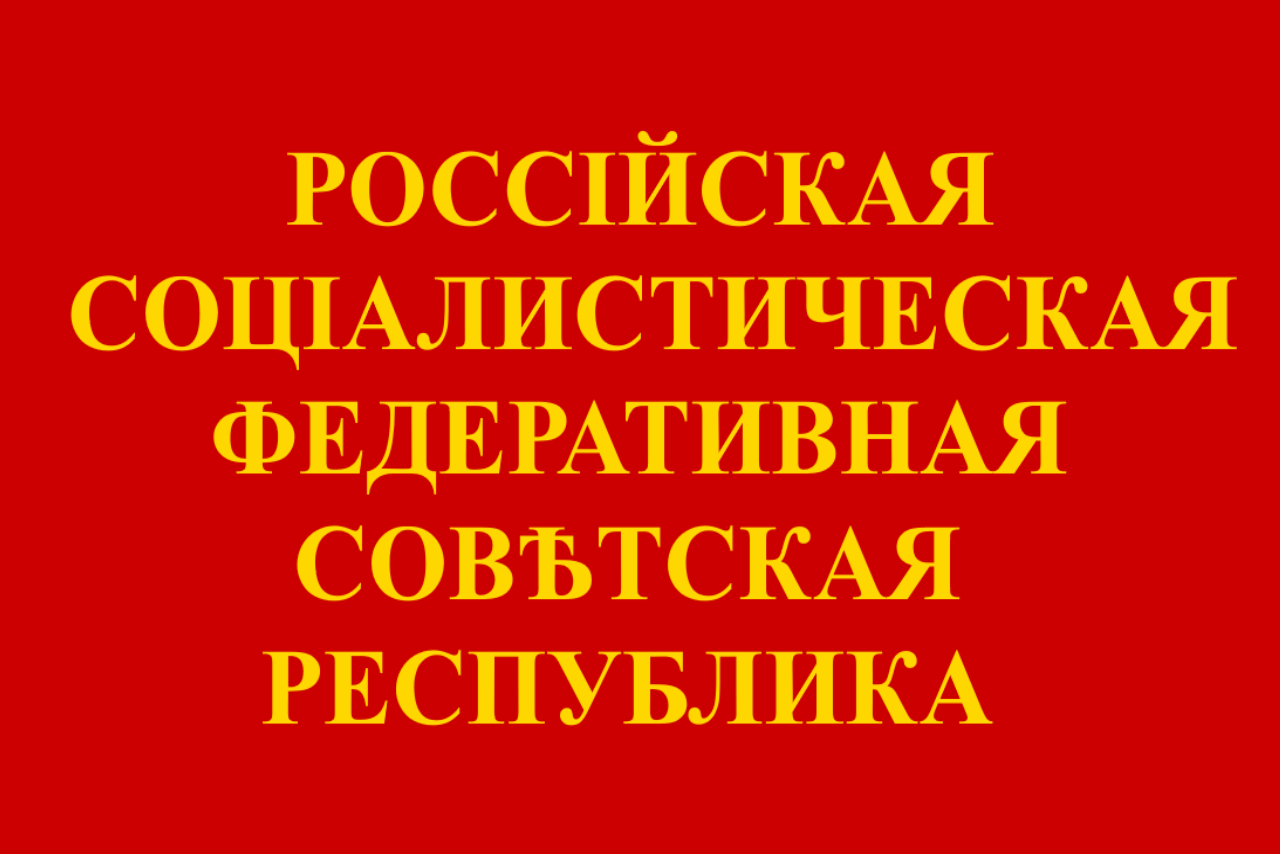
Один из возможных проектов 1918 года
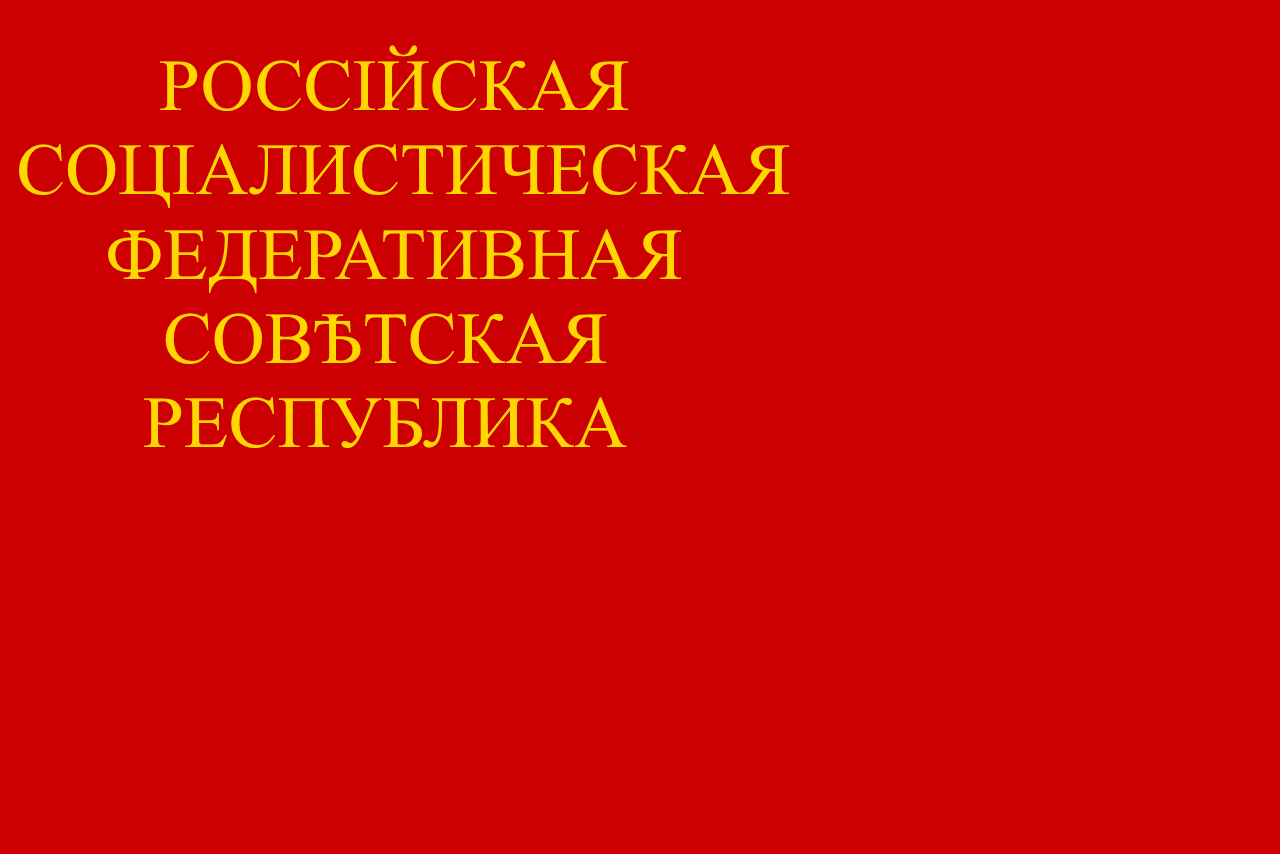
Один из возможных проектов 1918 года
Проект Петра Бахмурова 1947 года
Один из проектов А. А. Кокорекина 1948 года
Примерная реконструкция предполагаемого проекта М. И. Родионова